# Dmitri Kardovski

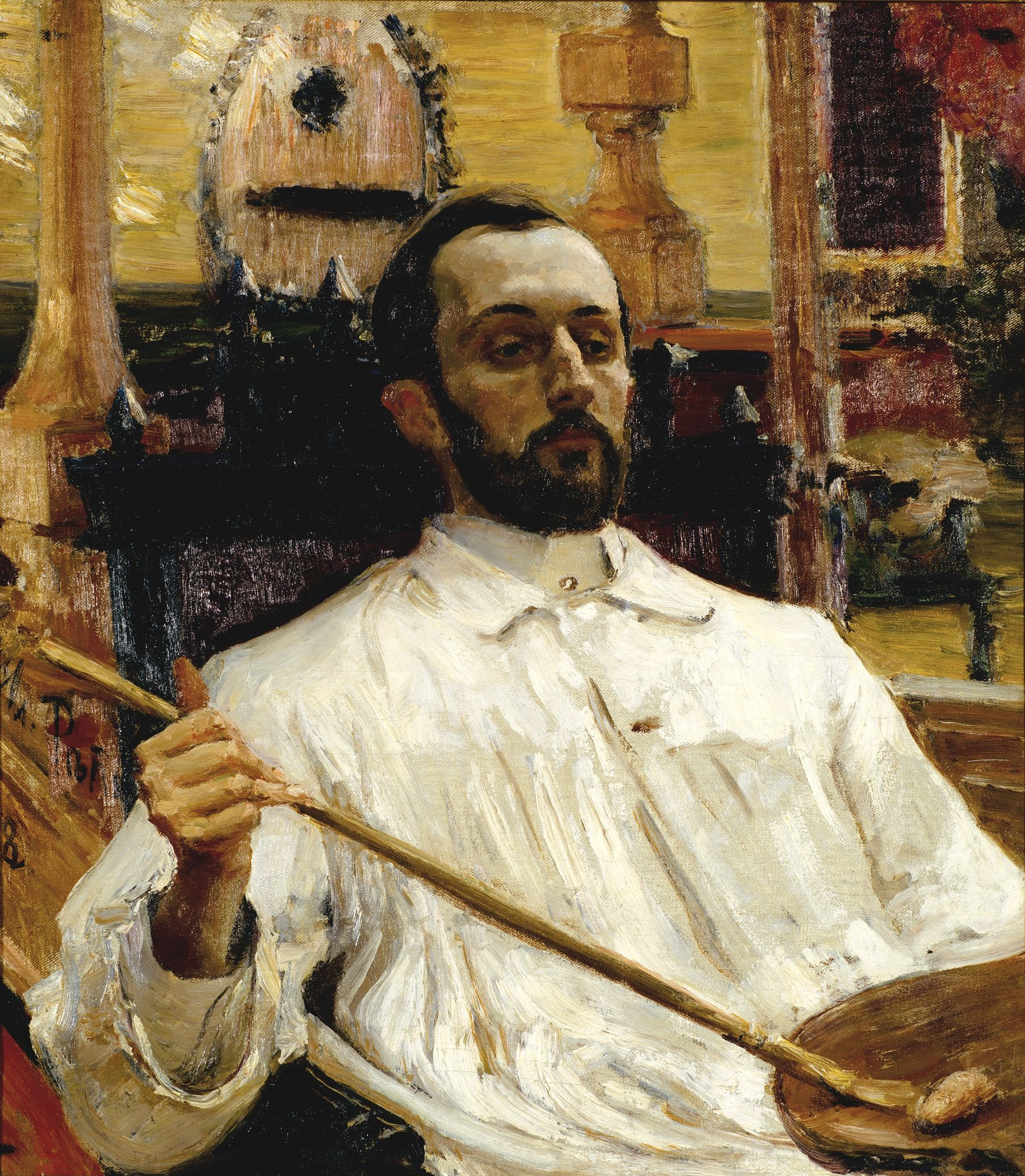
Retrato de Kardovski, obra de Iliá Repin

Dmitri Nikoláievich Kardovski (en cirílico ruso: Дмитрий Николаевич Кардовский, Pereslavl-Zaleski, 24 de agosto jul./5 de septiembre greg. de 1866, Pereslavl-Zaleski, 9 de febrero de 1943) fue un pintor y decorador teatral ruso.

## Biografía
Nació en la provincia de Yaroslavl y tras estudiar derecho en la Universidad de Moscú, se matriculó en 1892 en bellas artes en la Academia Imperial de las Artes de San Petersburgo donde estudió, entre otros, con Pável Chistiakov e Iliá Repin. En 1896, con su compatriota Ígor Grabar fue a estudiar al taller privado de Anton Ažbe en Múnich.
Explorador de numerosos estilos, pero sobre todo del impresionismo y el modernismo, se decantó más por la pintura figurativa que por la experimentación formal, y desde 1902 ilustró clásicos de la literatura rusa y se incursionó en la caricatura en publicaciones satíricas como Zhúpel o Ádskaya Pochta.
Gran admirador de Mijaíl Vrúbel, organizó su retrospectiva en 1912.
Tras la Revolución Rusa (1917), se quedó en Moscú, donde fue un famoso escenógrafo. 
Asimismo trabajó como profesor de pintura en varias instituciones.
Kardovski estuvo casado con la artista Olga Della-Vos-Kardóvskaya.